# Estavana Polman
Estavana Polman, född 5 augusti 1992 i Arnhem, är en nederländsk handbollsspelare. Hon är högerhänt och spelar i anfall som vänsternia eller mittnia.

## Karriär
Estavana Polman inledde sin karriär i hemstaden och var 2009–2010 på nederländska Handball Akademi, en nationell träningsskola för nederländska elithandbollsspelare. Hon spelade sedan en säsong i VOC Amsterdam innan hon blev proffs i Danmark. Första klubben blev Sønderjyske Håndbold där hon stannade i två år. Hon spelade från 2013 till 2022 för Team Esbjerg. 2013 och 2014 blev hon damehåndboldligaens skyttedrottning. 2016, 2019 och 2020 vann hon Danska Mästerskapet med klubben. 2014 fick hon spela final i EHF-cupen som dock Team Esbjerg förlorade mot GK Lada. 2022 fick hon inte förlängt kontrakt med Team Esbjerg och skrev på för Nykøbing Falster Håndboldklub. Efter en kortare tid lämnade hon Nykøbing för Rapid Bukarest.
Estavana Polman debuterade i Nederländernas landslag 2010. Med landslaget har hon varit med om att vinna fem mästerskapsmedaljer. Främsta meriten är VM-guldet från 2019. 2016 direkt efter EM var hon spelledig på grund av graviditet men var åter spelklar i september 2017, så hon missade bara en halv säsong. Hittills har hon spelat 154 landskamper för Nederländerna.